# Чемпионат Европы по футболу 2024 (отборочный турнир, группа G)
Группа G отборочного турнира чемпионата Европы по футболу 2024 — одна из десяти групп для определения команд, которые примут участие в основной стадии чемпионата в Германии. В группу G попали пять сборных: Болгария, Венгрия, Литва, Сербия и Черногория. Команды сыграют друг с другом дома и в гостях в 2 круга.
Сборные, занявшие первые два места, выйдут в финальную часть чемпионата. Участники плей-офф будут определены на основе их выступления в Лиге наций 2022/2023.

## Турнирная таблица
| Поз | Команда    | И | В | Н | П | МЗ | МП | РМ | О  | Квалификация                   |     | Венгрия | Сербия | Черногория | Литва | Болгария |
| --- | ---------- | - | - | - | - | -- | -- | -- | -- | ------------------------------ | --- | ------- | ------ | ---------- | ----- | -------- |
| 1   | Венгрия    | 8 | 5 | 3 | 0 | 16 | 7  | +9 | 18 | Квалификация в финальный раунд |     | —       | 2:1    | 3:1        | 2:0   | 3:0      |
| 2   | Сербия     | 8 | 4 | 2 | 2 | 15 | 9  | +6 | 14 | Квалификация в финальный раунд |     | 1:2     | —      | 3:1        | 2:0   | 2:2      |
| 3   | Черногория | 8 | 3 | 2 | 3 | 9  | 11 | −2 | 11 |                                |     | 0:0     | 0:2    | —          | 2:0   | 2:1      |
| 4   | Литва      | 8 | 1 | 3 | 4 | 8  | 14 | −6 | 6  |                                | 2:2 | 1:3     | 2:2    | —          | 1:1   |          |
| 5   | Болгария   | 8 | 0 | 4 | 4 | 7  | 14 | −7 | 4  |                                | 2:2 | 1:1     | 0:1    | 0:2        | —     |          |

## Матчи
Список матчей был опубликован УЕФА 10 октября 2022 года. Время указано в CET/CEST. Местное время, если отличается, указано в скобках.
| Болгария | 0:1     | Черногория   |
| -------- | ------- | ------------ |
|          | (отчёт) | Крстович 70′ |

| Сербия                     | 2:0     | Литва |
| -------------------------- | ------- | ----- |
| - Тадич 16′ - Влахович 53′ | (отчёт) |       |

| Венгрия                              | 3:0     | Болгария |
| ------------------------------------ | ------- | -------- |
| - Вечеи 7′ - Собослаи 26′ - Адам 39′ | (отчёт) |          |

| Черногория | 0:2     | Сербия             |
| ---------- | ------- | ------------------ |
|            | (отчёт) | Влахович 78′ 90+6′ |

| Литва          | 1:1     | Болгария      |
| -------------- | ------- | ------------- |
| Гирдвайнис 15′ | (отчёт) | М. Петков 27′ |

| Черногория | 0:0     | Венгрия |
| ---------- | ------- | ------- |
|            | (отчёт) |         |

| Болгария     | 1:1     | Сербия        |
| ------------ | ------- | ------------- |
| Десподов 47′ | (отчёт) | Лазович 90+6′ |

| Венгрия                  | 2:0     | Литва |
| ------------------------ | ------- | ----- |
| - Варга 32′ - Шаллаи 83′ | (отчёт) |       |

| Литва                           | 2:2     | Черногория                 |
| ------------------------------- | ------- | -------------------------- |
| - Паулаускас 71′ - Черных 90+4′ | (отчёт) | - Крстович 78′ - Савич 89′ |

| Сербия             | 1:2     | Венгрия                 |
| ------------------ | ------- | ----------------------- |
| - Салаи 10′ (авт.) | (отчёт) | - Варга 34′ - Орбан 36′ |

| Черногория                    | 2:1     | Болгария      |
| ----------------------------- | ------- | ------------- |
| - Савич 45+1′ - Йоветич 90+7′ | (отчёт) | - Боруков 79′ |

| Литва            | 1:3     | Сербия                 |
| ---------------- | ------- | ---------------------- |
| - Паулаускас 45′ | (отчёт) | - Митрович 21′ 32′ 43′ |

| Болгария | 0:2     | Литва            |
| -------- | ------- | ---------------- |
|          | (отчёт) | - Ширвис 45′ 55′ |

| Венгрия                  | 2:1     | Сербия         |
| ------------------------ | ------- | -------------- |
| - Варга 20′ - Шаллаи 34′ | (отчёт) | - Павлович 33′ |

| Литва | 2:2     | Венгрия |
| ----- | ------- | ------- |
|       | (отчёт) |         |

| Сербия | 3:1     | Черногория |
| ------ | ------- | ---------- |
|        | (отчёт) |            |

| Болгария | 2:2     | Венгрия |
| -------- | ------- | ------- |
|          | (отчёт) |         |

| Черногория | 2:0     | Литва |
| ---------- | ------- | ----- |
|            | (отчёт) |       |

| Венгрия | 3:1     | Черногория |
| ------- | ------- | ---------- |
|         | (отчёт) |            |

| Сербия | 2:2     | Болгария |
| ------ | ------- | -------- |
|        | (отчёт) |          |

## Бомбардиры
Примечание: В скобках указано, сколько голов из общего числа забито с пенальти.
3 гола
- Душан Влахович

1 гол
- Кирил Десподов
- Марин Петков
- Мартин Адам
- Барнабаш Варга
- Балинт Вечеи
- Доминик Собослаи
- Роланд Шаллаи
- Эдвинас Гирдвайнис
- Дарко Лазович
- Душан Тадич
- Никола Крстович

## Дисквалификации
Игрок получает дисквалификацию на 1 матч за следующие нарушения:
- Красная карточка (отстранение за красную карточку может быть продлено за грубые нарушения).
- 3 жёлтые карточки в 3-х разных матчах, а также 5-я и каждая последующая жёлтая карточка (дисквалификация за жёлтую карточку не переносится на плей-офф, основной турнир или любые другие международные матчи).

| Футболист      | Команда | Нарушения                      | Пропущенные матчи             |
| -------------- | ------- | ------------------------------ | ----------------------------- |
| Юстас Ласицкас | Литва   | против Болгарии (17 июня 2023) | против Венгрии (20 июня 2023) |